# Conceição do Castelo
Conceição do Castelo é um município brasileiro no estado do Espírito Santo, Região Sudeste do país. Localiza-se na região sudoeste serrana do estado, a 120 km da capital capixaba, Vitória. Ocupa uma área de 369,778 km², sendo que 1,6 km² está em perímetro urbano, e sua população foi estimada em 12 887 habitantes em 2021.
O território do atual município começou a ser desbravado no século XVIII, com a descoberta de minas de ouro e das terras favoráveis à agricultura, sobretudo por portugueses. A imigração italiana, iniciada no final do século XIX, foi responsável pela introdução da cafeicultura, atividade econômica que intensificou o crescimento populacional e econômico. A emancipação de Conceição do Castelo veio a acontecer em 1963, instalando-se em 1964.
Além do cultivo do café, também figuram entre as atividades econômicas mais importantes a pecuária, a extração de rochas ornamentais, a prestação de serviços e o turismo. O município também constitui um polo produtor de tangerina do tipo ponkán do Espírito Santo, juntamente com Venda Nova do Imigrante. Uma série de bens rurais de Conceição do Castelo são destinos de turistas, como cachoeiras, montanhas, trilhas e fazendas históricas.

## História
A área do atual município de Conceição do Castelo era ocupada originalmente pelos índios puris ou botocudos. O povoamento dessa área por forasteiros só veio a acontecer a partir do século XVIII, quando portugueses se afixaram atraídos pelo solo favorável aos cultivos e pelas riquezas minerais. A população se expandiu rapidamente em 1752, quando minas de ouro foram descobertas. Juntamente com as famílias em busca de prosperidade econômica vieram escravos que serviam às fazendas do homem branco. Data de 1754 a construção de uma igreja dedicada a Nossa Senhora da Conceição das Minas de Castelo.
A região norte da área municipal era cortada pela Estrada Real São Pedro de Alcântara, seguindo um trajeto próximo ao da atual BR-262. Essa estrada foi aberta a pedido do príncipe regente João VI de Portugal em 1816, com a intenção de ligar a região central de Minas Gerais a Vitória, de modo que o estado mineiro não dependesse economicamente apenas do Rio de Janeiro (com o qual era ligado através do Caminho Velho).

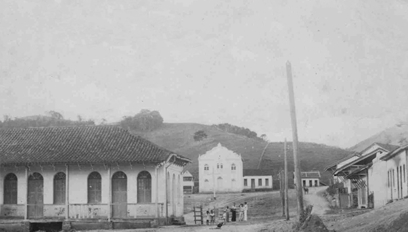
Centro de Conceição do Castelo em 1932

Em 1º de agosto de 1829, foi determinado o aldeamento dos indígenas por João VI, atendendo a pedido do governador da capitania do Espírito Santo, Baltazar de Souza Botelho de Vasconcelos. Mediante a lei provincial nº 9, datada de 15 de novembro de 1871, foi reconhecido o distrito denominado Nossa Senhora da Conceição, subordinado a Cachoeiro de Itapemirim. O crescimento populacional e econômico da localidade foi intensificado no final do século XIX, com o estabelecimento dos imigrantes italianos. Os imigrantes foram fundamentais para a ampliação da cafeicultura, tendo sido responsáveis pela remoção da mata nativa para o crescimento das plantações.
Pela lei estadual nº 1.687, de 1928, o então distrito foi transferido para o recém-criado município de Castelo. Contudo, sua emancipação foi decretada pela lei estadual nº 1.909, de 6 de dezembro de 1963, instalando-se em 9 de maio de 1964. Esse é considerado o dia do aniversário da cidade. Quando emancipado, o município abrangia o distrito de Venda Nova, que se emancipou com o nome de Venda Nova do Imigrante pela lei estadual nº 4.069 de 6 de maio de 1988.

## Geografia

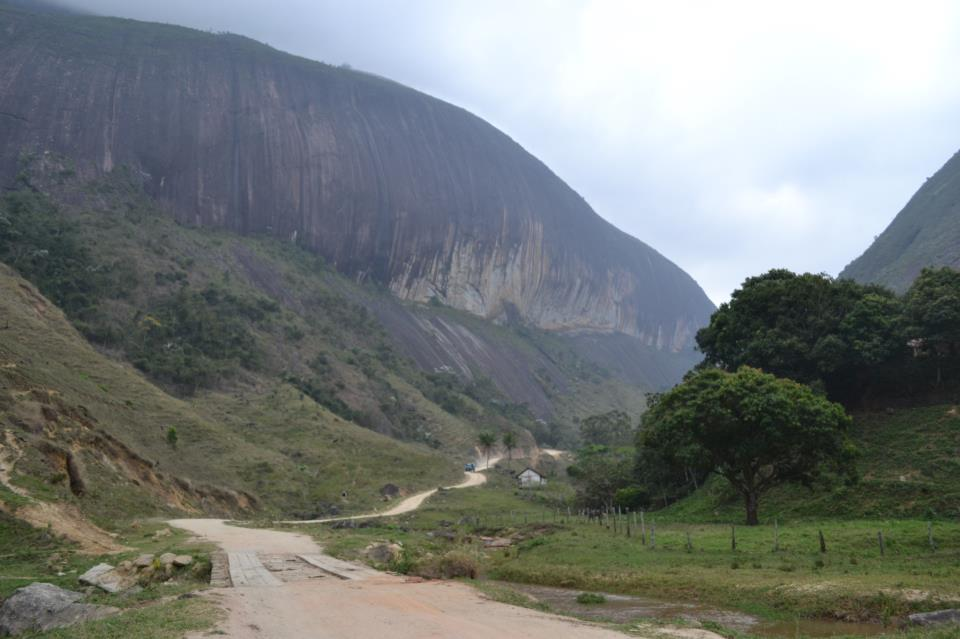
Pedra do Emboque, na zona rural do município.

A área do município, segundo o Instituto Brasileiro de Geografia e Estatística (IBGE), é de 460,586 km², sendo que 1,568 km² constituem a zona urbana. Situa-se a 20°22'04" de latitude sul e 41°14'38" de longitude oeste e está a uma distância de 140 quilômetros a sudoeste da capital capixaba. Seus municípios limítrofes são Venda Nova do Imigrante, Afonso Cláudio, Castelo, Muniz Freire e Brejetuba.
De acordo com a divisão regional vigente desde 2017, instituída pelo IBGE, o município pertence às Regiões Geográficas Intermediária de Vitória e Imediata de Afonso Cláudio-Venda Nova do Imigrante-Santa Maria de Jetibá. Até então, com a vigência das divisões em microrregiões e mesorregiões, fazia parte da microrregião de Afonso Cláudio, que por sua vez estava incluída na mesorregião Central Espírito-santense.

### Relevo e meio ambiente

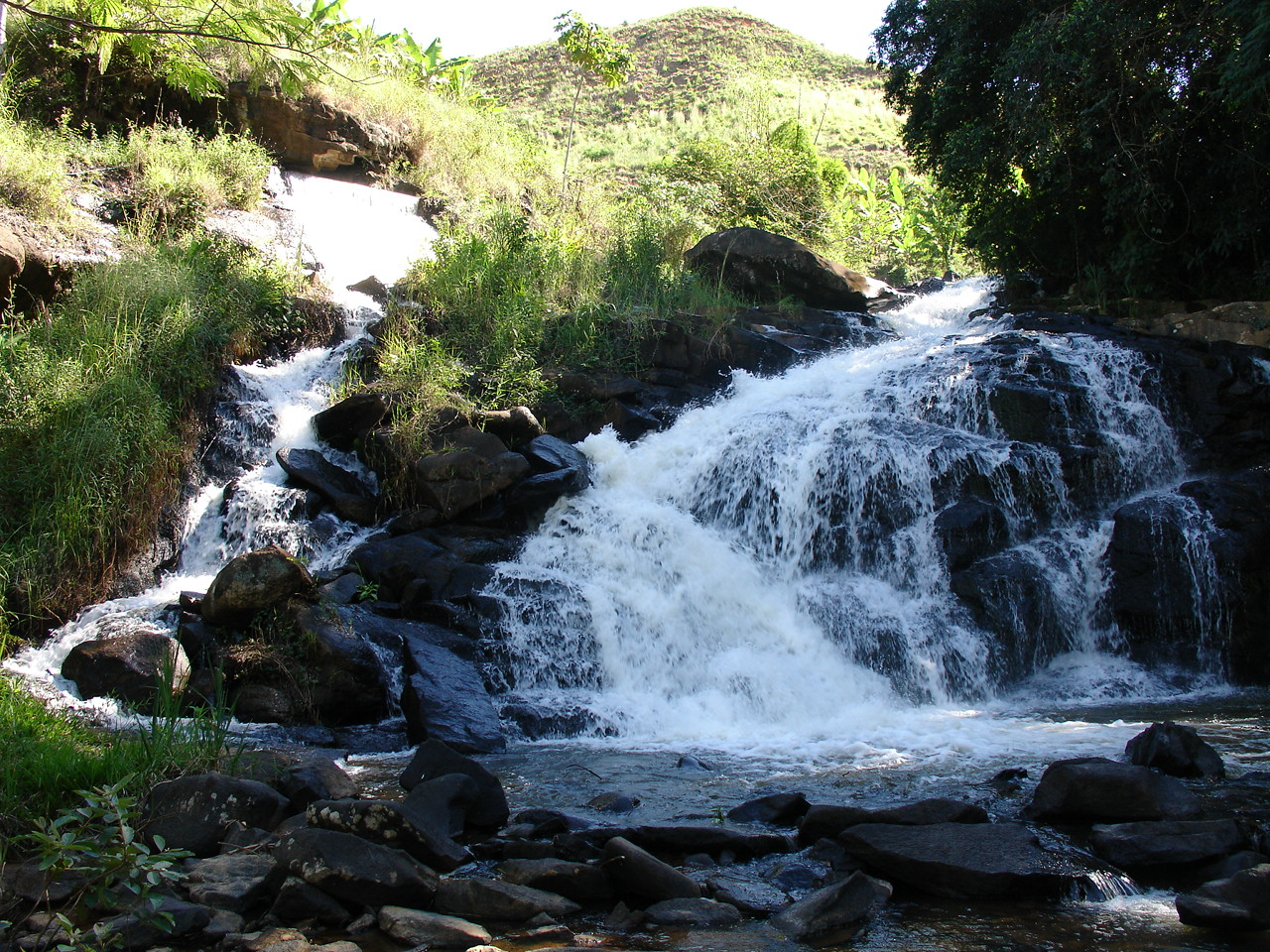
Cachoeira dos Vargas

O relevo de Conceição do Castelo é consideravelmente acidentado, alternando de ondulado a montanhoso, com altitudes que variam de 350 a 1 500 metros, enquanto que a zona urbana está situada a 540 metros. O tipo de solo predominante é o latossolo amarelo distrófico, uma variedade considerada potencial para o desenvolvimento da agropecuária. A cobertura de Mata Atlântica nativa abrangia 25,4% do território municipal em 2013, porcentagem superior à de outras formas de usos do solo. No mesmo ano, as pastagens ocupavam 22,6% do total, as plantações de café 14,8%, a monocultura de eucalipto 8,9%, a macega 5,9% e matas nativas em estágio de recuperação 5,8%.
Conceição do Castelo integra a bacia hidrográfica do rio Itapemirim, tendo como principais mananciais em sua área os rios Castelo e o Viçosa. O rio Castelo banha a zona urbana e serve como fonte de abastecimento, além de ser um dos principais afluentes do rio Itapemirim. Entretanto, a área do município possui diversos cursos hídricos de pequeno porte que vertem para esses leitos principais. Uma diversidade de cachoeiras também é formada por esses corpos d'água, sendo algumas das principais a dos Marettos, do Vargas, da Fumaça, do Bicame, de Viçosa e do Estreito.

### Clima
O clima conceiçãocense é caracterizado, segundo o IBGE, como tropical de altitude (tipo Cwa segundo Köppen), com diminuição de chuvas no inverno e temperatura média anual em torno dos 21 °C, tendo invernos amenos e verões chuvosos com temperaturas moderadamente altas. O mês mais quente, fevereiro, tem temperatura média de 23,6 °C, enquanto que o mês mais frio, julho, possui média de 17,4 °C. Outono e primavera são estações de transição. O índice pluviométrico anual é de aproximadamente 1 383,6 mm, sendo junho o mês mais seco e dezembro o mais chuvoso.
Segundo dados da Companhia de Pesquisa de Recursos Minerais (CPRM), desde 1948, o maior acumulado de chuva registrado em 24 horas em Conceição do Castelo foi de 167,2 mm no dia 8 de abril de 1965. Outros grandes acumulados foram de 147,2 mm em 19 de março de 1967, 143,6 mm em 14 de outubro de 1973 e 130,2 mm em 6 de dezembro de 2009. De acordo com o Instituto Nacional de Pesquisas Espaciais (INPE), Conceição do Castelo é o 58º colocado no ranking de ocorrências de descargas elétricas no estado do Espírito Santo, com uma média anual de 1,5112 raio por quilômetro quadrado.
| Dados climatológicos para Conceição do Castelo | Dados climatológicos para Conceição do Castelo | Dados climatológicos para Conceição do Castelo | Dados climatológicos para Conceição do Castelo | Dados climatológicos para Conceição do Castelo | Dados climatológicos para Conceição do Castelo | Dados climatológicos para Conceição do Castelo | Dados climatológicos para Conceição do Castelo | Dados climatológicos para Conceição do Castelo | Dados climatológicos para Conceição do Castelo | Dados climatológicos para Conceição do Castelo | Dados climatológicos para Conceição do Castelo | Dados climatológicos para Conceição do Castelo | Dados climatológicos para Conceição do Castelo |
| Mês | Jan                                            | Fev                                            | Mar                                            | Abr                                            | Mai                                            | Jun                                            | Jul                                            | Ago                                            | Set                                            | Out                                            | Nov                                            | Dez                                            | Ano                                            |
| --- | ---------------------------------------------- | ---------------------------------------------- | ---------------------------------------------- | ---------------------------------------------- | ---------------------------------------------- | ---------------------------------------------- | ---------------------------------------------- | ---------------------------------------------- | ---------------------------------------------- | ---------------------------------------------- | ---------------------------------------------- | ---------------------------------------------- | ---------------------------------------------- |
| Temperatura máxima média (°C) | 28,7                                           | 29,8                                           | 28,9                                           | 27,3                                           | 25,4                                           | 24,5                                           | 24,1                                           | 24,9                                           | 25,3                                           | 26,4                                           | 26,9                                           | 27,9                                           | 26,7                                           |
| Temperatura média (°C) | 23,3                                           | 23,6                                           | 23                                             | 21,5                                           | 19,2                                           | 17,8                                           | 17,4                                           | 18,2                                           | 19,4                                           | 21                                             | 21,8                                           | 22,8                                           | 20,7                                           |
| Temperatura mínima média (°C) | 18,4                                           | 18,4                                           | 18,1                                           | 16,7                                           | 14,1                                           | 12,2                                           | 11,9                                           | 12,5                                           | 14,4                                           | 16,3                                           | 17,6                                           | 18,6                                           | 15,8                                           |
| Precipitação (mm) | 200                                            | 127,8                                          | 173,2                                          | 111,4                                          | 55                                             | 24,8                                           | 25,6                                           | 35,7                                           | 62,9                                           | 122,8                                          | 206,5                                          | 240,6                                          | 1 383,6                                        |
| Umidade relativa (%) | 77                                             | 75                                             | 80                                             | 82                                             | 81                                             | 80                                             | 78                                             | 75                                             | 73                                             | 75                                             | 81                                             | 81                                             | 78                                             |
| Fonte: Instituto Capixaba de Pesquisa, Assistência Técnica e Extensão Rural (Incaper): temperaturas e precipitação; Climate-Data.org: umidade relativa |                                                |                                                |                                                |                                                |                                                |                                                |                                                |                                                |                                                |                                                |                                                |                                                |                                                |

## Demografia
Em 2010, a população do município foi contada pelo Instituto Brasileiro de Geografia e Estatística (IBGE) em 11 681 habitantes. Segundo o censo daquele ano, 5 938 habitantes eram homens (50,83% do total) e 5 743 habitantes mulheres (49,17%). Ainda segundo o mesmo censo, 5 898 habitantes viviam na zona urbana (50,49%) e 5 783 na zona rural (49,51%). Da população total em 2010, 2 708 habitantes (23,18%) tinham menos de 15 anos de idade, 8 010 habitantes (68,57%) tinham de 15 a 64 anos e 963 pessoas (8,24%) possuíam mais de 65 anos, sendo que a esperança de vida ao nascer era de 73,59 anos.
Em 2010, a população conceiçãocense era composta por 6 149 brancos (52,64% do total), 4 244 pardos (36,34%), 1 158 negros (9,91%), 121 amarelos (1,04 %) e nove indígenas (0,08%). Quanto às religiões, 9 405 são católicos (80,51%), 1 702 evangélicos (14,57%), 29 espíritas (0,25%), 16 Testemunhas de Jeová (0,14%), 494 pessoas sem religião (4,23%) e os 0,3% restantes possuíam outras religiões além dessas ou não tinham religiosidade definida.

## Economia
No Produto Interno Bruto (PIB) de Conceição do Castelo, destacam-se as áreas da agropecuária e de prestação de serviços. De acordo com dados do IBGE, relativos a 2019, o PIB do município era de R$ 203 792,98 mil. 17 170,65 mil eram de impostos sobre produtos líquidos de subsídios a preços correntes e o PIB per capita era de R$ 16 017,68. Em 2010, 73,50% da população maior de 18 anos era economicamente ativa, enquanto que a taxa de desocupação era de 3,49%.
A pecuária e a agricultura acrescentavam 21 634,20 mil reais na economia de Conceição do Castelo em 2019, o que se deve sobretudo ao café, que é responsável por pelo menos 93% da produção de sua lavoura permanente. A cafeicultura, inclusive, é a maior fonte de renda da agricultura familiar e a principal geradora de empregos. Outros cultivos permanentes que se sobressaem são a banana e a tangerina, sendo o município um polo produtor de tangerina do tipo ponkán do Espírito Santo, juntamente com Venda Nova do Imigrante. Os cultivos temporários mais representativos, por sua vez, são o milho e o feijão. Com relação à pecuária, destaca-se a avicultura, a pecuária de leite, a bovinocultura de corte e a suinocultura. Uma média de 3 milhões de litros de leite é produzida anualmente.
A indústria, por sua vez, acrescentava 13 966,39 mil reais do PIB municipal em 2019. Esse setor é representado principalmente pela fabricação de produtos oriundos da produção agropecuária, como derivados de café e milho, massas, doces e panificados, além da extração de rochas ornamentais. Ao mesmo tempo, 89 346,53 mil reais do PIB municipal eram do valor adicionado bruto do setor de serviços e 61 675,20 mil reais do valor adicionado da administração pública. A presença de diversos atrativos rurais, como montanhas, cachoeiras e fazendas, também reforça a contribuição do turismo rural para a economia de Conceição do Castelo.

## Infraestrutura

### Saúde e educação
A rede de saúde de Conceição do Castelo inclui quatro unidades básicas de saúde e um hospital geral, segundo informações de 2018. Em 2020, foram registrados 119 óbitos por morbidades, dentre os quais as doenças do sistema circulatório representaram a maior causa de mortes (26,89%), seguida pelos tumores (15,12%). Ao mesmo tempo, foram registrados 176 nascidos vivos, sendo que o índice de mortalidade infantil no mesmo ano foi de 5,68 óbitos de crianças menores de um ano de idade a cada mil nascidos vivos.
Em 2010, 95,55% das crianças com faixa etária entre cinco e seis anos estavam matriculadas na educação infantil, ao mesmo tempo que 77,90% da população de 11 a 13 anos cursavam as séries finais do ensino fundamental. Contudo, da população de 15 a 17 anos, 45,96% haviam finalizado o ensino fundamental, enquanto 40,34% dos residentes de 18 e 20 anos tinham terminado o ensino médio. Os habitantes tinham uma expectativa média de 8,08 anos de estudo, enquanto 15,00% das pessoas com 25 anos de idade ou mais eram analfabetas. Dentre essa faixa etária, 31,83% tinham completado o ensino fundamental, 20,91% o ensino médio e 5,67% o ensino superior. Já em 2021, havia 2 414 matrículas nas instituições de educação infantil e ensinos fundamental e médio da cidade.
| Ensino pré-escolar | 548   | 55  | 10 |
| Ensino fundamental | 1 545 | 116 | 9  |
| Ensino médio       | 321   | 43  | 2  |

### Habitação e transporte

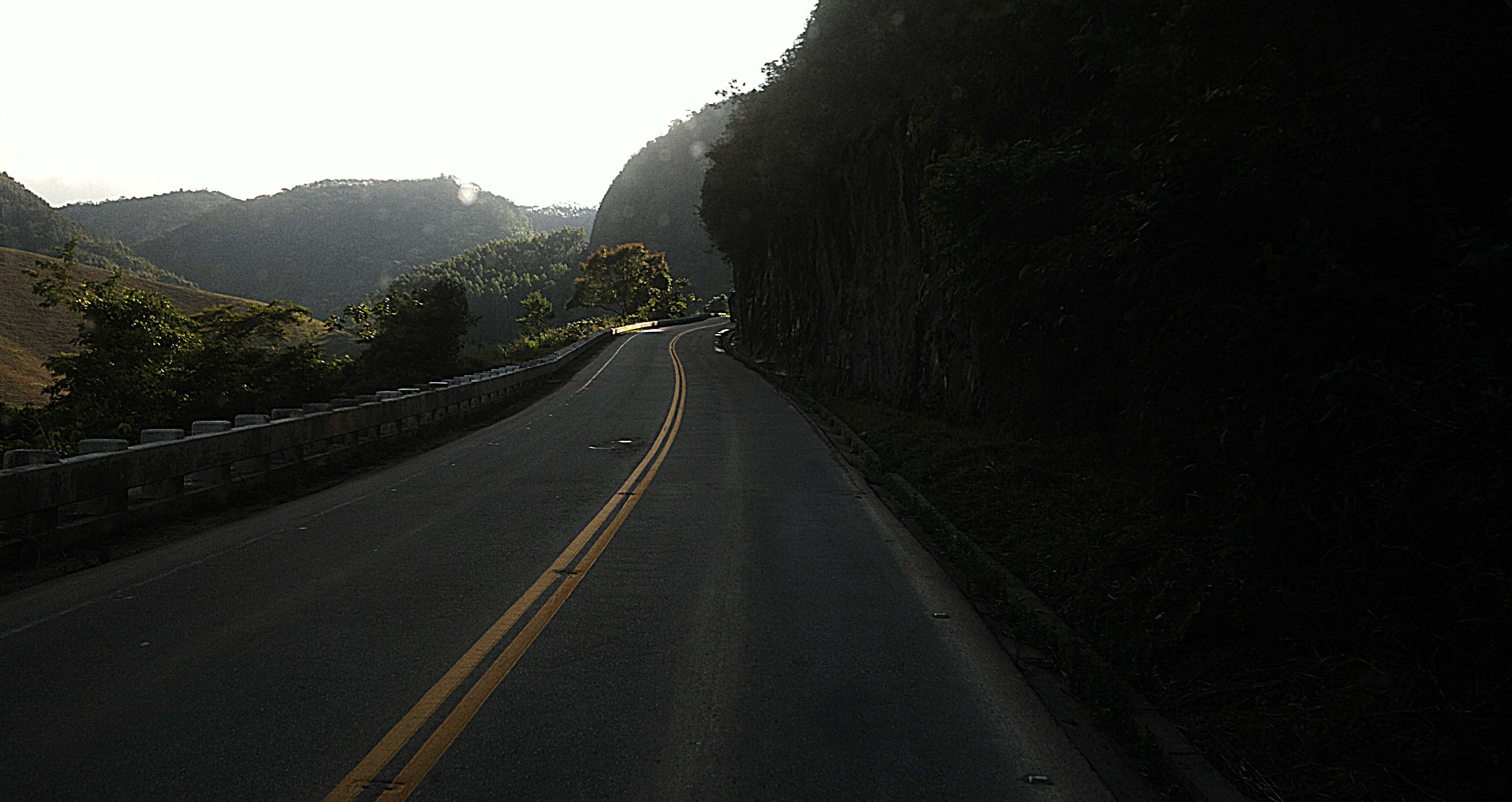
Trecho da BR-262 em Conceição do Castelo

No ano de 2010, a cidade tinha 3 630 domicílios particulares permanentes. Desse total, 3 339 eram casas, 271 eram apartamentos, onze eram habitações em casa de cômodos ou cortiços e nove eram casas de vila ou em condomínio. Do total de domicílios, 2 066 são imóveis próprios (2 007 já quitados e 59 em aquisição), 748 foram alugados, 796 foram cedidos (457 cedidos por empregador e 339 cedidos de outra forma) e 20 foram ocupados sob outra condição. No mesmo ano, 1 905 domicílios eram atendidos pela rede geral de abastecimento de água (52,47% do total), em 1 320 (36,36% deles) o abastecimento de água era feito por meio poços e/ou nascentes na própria propriedade, em 388 (10,68%) por meio de poços e/ou nascentes de outras propriedades e os demais se abasteciam de outras formas.
Também em 2010, 3 626 domicílios (99,89% do total) possuíam abastecimento de energia elétrica; 3 592 (98,95% deles) possuíam banheiros para uso exclusivo das residências; e 2 602 (71,68%) eram atendidos pelo serviço de coleta de lixo. O código de área (DDD) é 028 e o Código de Endereçamento Postal (CEP) da cidade vai de 29370-000 a 29374-999. O serviço postal é atendido por uma agência da Empresa Brasileira de Correios e Telégrafos funcionando na zona urbana. A frota municipal no ano de 2021 era de 9 254 veículos, sendo 4 084 automóveis, 2 247 motocicletas, 1 333 caminhonetes, 523 motonetas, 415 caminhões, 184 caminhonetas, 91 semirreboques, 88 caminhões-trator, 77 ônibus, 76 reboques, 69 micro-ônibus, 58 utilitários, quatro tratores de rodas, três ciclomotores, um triciclo e um classificado como outro tipo. O principal acesso à cidade é feito por meio da BR-262, que corta o território municipal.